# Thung lũng các Hoàng hậu

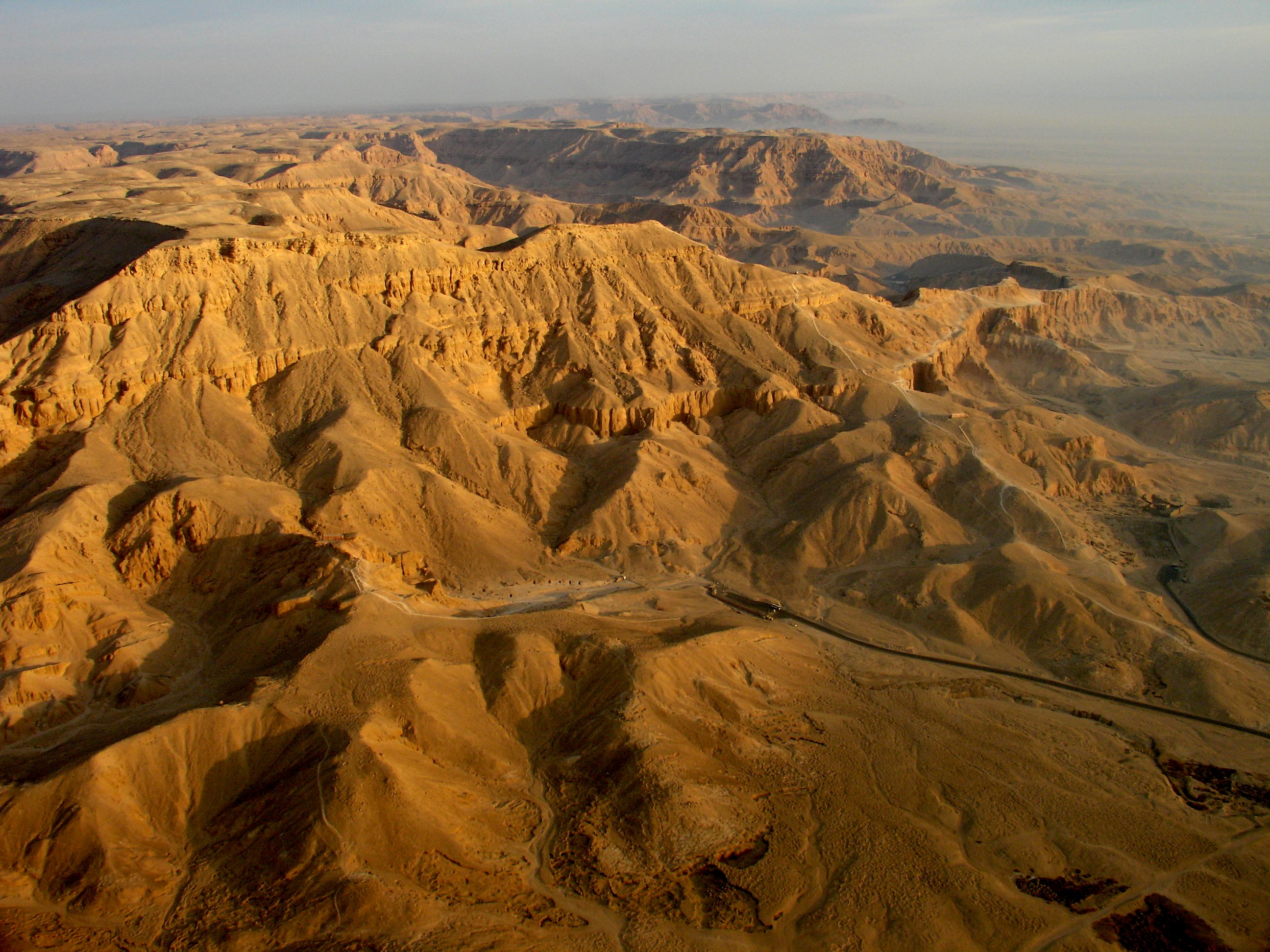
Thung lũng các vị Vương hậu nhìn từ trên không

Thung lũng các Vương hậu (tiếng Ả Rập: وادي الملكات Wādī al Malekāt) là một thung lũng ở Ai Cập, nơi các vợ của pharaon được chôn cất trong thời cổ đại. Nó còn được biết đến với tên là Ta-Set-Neferu, có nghĩa là "Nơi của sắc đẹp".
Thung lũng chính wadi có 91 ngôi mộ và các khu vực phụ của thung lũng có thêm 19 ngôi mộ khác. Các ngôi mộ chôn cất trong thung lũng gồm tất cả 18 vương triều.
Lý do về việc lựa chọn thung lũng này để làm nơi chôn cất các Vương hậu là không rõ. Các địa điểm ở gần đó là ngôi đền Deir el-Medina và Thung lũng các vị Vua. Ở đây có thể có sự tồn tại của một hang động thiêng liêng dành cho Hathor ở lối vào thung lũng. Hang động này có thể liên quan với việc làm trẻ hóa người chết.

## Triều đại thứ Mười tám
Một trong những ngôi mộ được xây dựng đầu tiên trong thung lũng là ngôi mộ của công chúa Ahmose, con gái của Seqenenre Tao và Vương hậu Sitdjehuti. Ngôi mộ này có khả năng cùng triều đại với Thutmosis I. Ngôi mộ trong thời gian này cũng có một vài thành viên của các quý tộc.
Những ngôi mộ từ khoảng thời gian này nói chung khá đơn giản về hình thức. Nó chỉ bao gồm một buồng chôn và một trục. Một số ngôi mộ được mở rộng kích thước để chứa được nhiều xác ướp hơn. Những ngôi mộ còn bao gồm của những người như Vương tử và công chúa, cũng như một số quý tộc.
Một lăng mộ của một công chúa đã được đặt trong thung lũng này. Ngôi mộ này có ghi rõ ngày tháng và nó cùng thời với Amenhotep III. Vị trí hiện tại của nó là không xác định, nhưng đã tìm thấy một số vật từ lăng mộ này được đem về bảo tàng. Chúng bao gồm mảnh vỡ của các thiết bị chôn cất cho vài thành viên của gia đình hoàng gia, bao gồm một vài mảnh vỡ của một bình canopic của vua Henut. Mảnh vỡ bình Canopic đã nhắc đến vị Vương tử Menkheperre, con trai của Thutmosis III và Hatshepsut-Merytre đã được tìm thấy.

## Triều đại thứ Mười chín

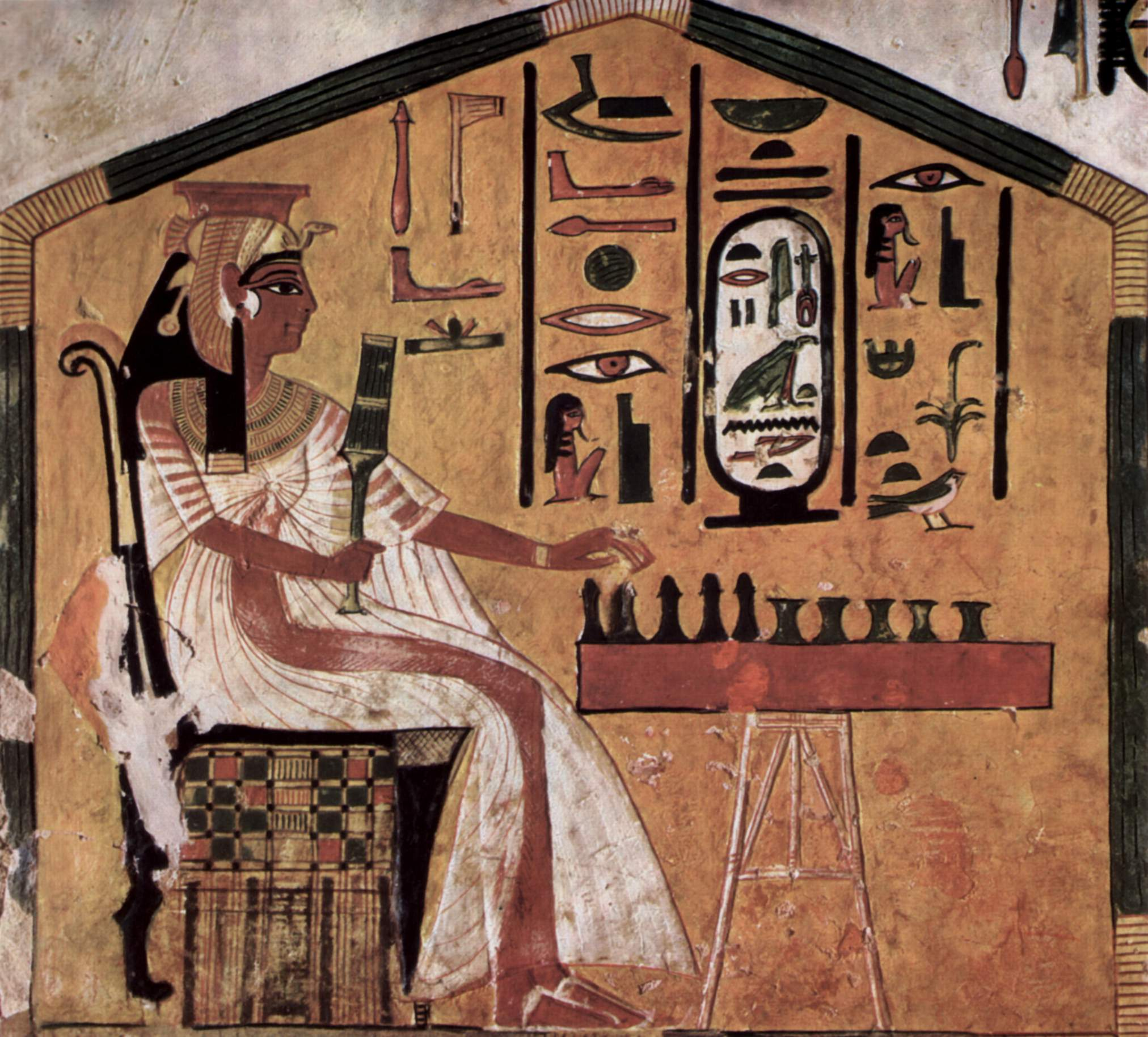
Họa tiết từ ngôi mộ của Nefertari

Trong suốt triều đại 19 việc sử dụng thung lũng trở nên độc quyền. Những ngôi mộ từ giai đoạn này hoàn toàn thuộc về các phụ nữ hoàng gia. Nhiều người trong số họ là các vợ cấp cao của Ramesses I, Seti I và Ramesses II đã được chôn cất trong thung lũng. Một trong những ví dụ nổi tiếng nhất là nơi an nghỉ của Vương hậu Nefertari (1290-1224 TCN). Nhiều màu trên họa tiết điêu khắc trong ngôi mộ vẫn còn nguyên vẹn. Các thành viên khác trong gia đình hoàng gia có thể tiếp tục được chôn trong Thung lũng các vị Vua. Ngôi mộ KV5, ngôi mộ của các con trai của Ramesses II là một ví dụ thực tế về điều này.

## Triều đại thứ Hai mươi
Trong đầu Triều đại thứ 20 thì thung lũng vẫn được sử dụng rộng rãi. Lăng mộ cho các bà vợ của Ramesses III đã chuẩn bị sẵn sàng, và trong sự xuất phát từ những quy ước của những triều đại trước là một vài ngôi mộ cũng được chuẩn bị cho các con trai của hoàng gia. Việc xây dựng các ngôi mộ vẫn được tiếp tục cho đến khi đến triều đại của Ramesses VI. Mảnh giấy cói Turin đề cập đến sự sáng tạo trong việc xây dựng sáu ngôi mộ trong suốt triều đại của Ramesses VI.
Có bằng chứng cho thấy sự khủng hoảng kinh tế trong Vương Triều 20. Hồ sơ cho thấy rằng các nhân vật hoàng gia đã bị một cuộc tấn công khủng hoảng trong suốt triều đại của Ramesses III. Và đến cuối của triều đại, có những cuộc báo cáo về các vụ cướp mộ.

## Danh sách một số ngôi mộ trong thung lũng
| Ngôi mộ | Chủ nhân của ngôi mộ    | Chức vụ             | Triều đại      | Ghi chú                                                                                            |
| ------- | ----------------------- | ------------------- | -------------- | -------------------------------------------------------------------------------------------------- |
| QV8     | Hori và con gái của vua | Vương tử/Công chúa  | Vương triều 18 | |
| QV17    | Merytre và Wermeryotes  | Công chúa           | Vương triều 18 | |
| QV30    | Nebiri                  | Quản lý             | Vương triều 18 | Cai trị bởi Thutmosis III                                                                          |
| QV31    | Vô danh                 | Vương hậu           | Vương triều 19 | Thời đại của Seti I                                                                                |
| QV33    | Tanedjemet              | Công chúa-Vương hậu | Vương triều 19 | Thời đại của Seti I                                                                                |
| QV34    | Vô danh                 | Công chúa-Vương hậu | Vương triều 19 | Thời đại của Seti I                                                                                |
| QV36    | Vô danh                 | Công chúa-Vương hậu | Vương triều 19 | Thời đại của Seti I                                                                                |
| QV38    | Sitre                   | Vương hậu           | Vương triều 19 | Vợ của Ramesses I                                                                                  |
| QV40    | Vô danh                 | Công chúa-Vương hậu | Vương triều 19 | Thời đại của Seti I                                                                                |
| QV42    | Pareherwenemef          | Vương tử            | Vương triều 20 | Con của Ramesses III, có thể cũng là vợ của Pharaon Ramesses III                                   |
| QV43    | Seth-her-khopsef        | Vương tử            | Vương triều 20 | Con của Ramesses III                                                                               |
| QV44    | Khaemwaset              | Vương tử            | Vương triều 20 | Con của Ramesses III, được chôn trong triều đại của Ramesses IV                                    |
| QV46    | Imhotep                 | Tướng               | Vương triều 18 | Tể tướng dưới thời của Thutmose I                                                                  |
| QV47    | Ahmose                  | Công chúa           | Vương triều 17 | Con gái của Tao II và Sitdjehuti                                                                   |
| QV51    | Iset Ta-Hemdjert        | Vương hậu           | Vương triều 20 | Vợ của Ramesses III, mẹ của Ramesses VI                                                            |
| QV52    | Tyti                    | Công chúa-Vương hậu | Vương triều 20 | Con gái của vợ của Ramesses III                                                                    |
| QV53    | Ramesses Meryamen       | Vương tử            | Vương triều 20 | Con trai của Ramesses III                                                                          |
| QV55    | Amun-her-khepeshef      | Vương tử            | Vương triều 20 | Con trai của Ramesses III                                                                          |
| QV58    | Vô danh                 | Vương hậu           | Vương triều 20 | Thời của Ramesses II                                                                               |
| QV60    | Nebettawy               | Công chúa-Vương hậu | Vương triều 20 | Con gái của vợ của Ramesses II                                                                     |
| QV66    | Nefertari               | Vương hậu           | Vương triều 19 | Vợ của Ramesses II                                                                                 |
| QV68    | Meritamun               | Công chúa-Vương hậu | Vương triều 19 | Con gái của vợ của Ramesses II                                                                     |
| QV70    | Nehesy                  |                     | Vương triều 18 | |
| QV71    | Bintanath               | Công chúa-Vương hậu | Vương triều 19 | Con gái của vợ của Ramesses II                                                                     |
| QV72    | Neferhat / Baki         | Công chúa/ Vương tử | Vương triều 18 | |
| QV73    | Henuttawy               | Công chúa-Vương hậu | Vương triều 19 | Con gái của vợ của Ramesses II                                                                     |
| QV74    | (Dua)Tentopet           | Vương hậu           | Vương triều 20 | Vợ của Ramesses IV. Chiếm đoạt từ một ngôi mộ chưa sử dụng của một công chúa của Triều đại thứ 19. |
| QV75    | Henutmire               | Công chúa-Vương hậu | Vương triều 19 | Ramesses II                                                                                        |
| QV76    | Merytre                 | Công chúa           | Vương triều 19 | |
| QV80    | Nữ hoàng (Mut-)Tuy      | Vương hậu           | Vương triều 19 | Vợ của Seti I and mẹ của Ramesses II.                                                              |
| QV81    | Heka[...]               |                     | Vương triều 18 | Tên thật chỉ còn lại một phần                                                                      |
| QV82    | Minemhat và Amenhotep   | Vương tử            | Vương triều 18 | |
| QV88    | Ahmose                  | Vương tử            | Vương triều 18 | Con của Nebesu và Lan. Xác ướp là của một thai nhi.                                                |